# Cheilanthes rufa
Cheilanthes rufa là một loài thực vật có mạch trong họ Adiantaceae. Loài này được D. Don miêu tả khoa học đầu tiên năm 1825.